# Jim Dear
Jim Dear, né en 1910 à Fulham et mort en 1981, est un joueur de squash représentant l'Angleterre. Il est vainqueur du British Open en 1939, le champion du monde officieux. Il est aussi champion du monde au jeu de raquettes et au jeu de paume.

## Biographie
Né à Fulham en 1910, Jim Dear rejoint le Queen's Club en tant qu'apprenti ramasseur de balles dans les années 1920. Dan Maskell, qui deviendra plus tard la voix du tennis sur la BBC, suggère au jeune Dear de se mettre au tennis.
Jim Dear n'avait jamais joué au squash avant une rencontre fortuite avec le grand champion égyptien, F. D. Amr Bey. Dear atteint la finale du British Open à trois reprises dans les années 1930, mais perd à chaque fois contre Bey. Il y parvient finalement en 1939 après la retraite de Bey.
La guerre intervient. De retour au Queen's Club, Dear découvre que les vrais courts de tennis ne sont pas encore disponibles, car ils ont été réquisitionnés pour une utilisation en temps de guerre, mais que les courts de jeu de raquettes sont disponibles, et il consacre toute son énergie à remporter un deuxième titre mondial.
Il conservera ce titre pendant sept ans, un exploit.
En 1948, les courts du Queen's Club étant à nouveau disponibles pour un usage plus paisible, Dear se tourne vers le sport de raquette originel, le jeu de paume, et joue un match d'exhibition contre le légendaire joueur basque français Pierre Etchebaster, alors âgé de 55 ans et champion du monde depuis 1928.
Il lui faudra sept ans pour remporter le titre mondial, alors que le Français, âgé de 60 ans, s'est retiré.

## Palmarès

### Titres
- British Open : 1939

### Finales
- British Open : 5 finales (1936, 1937, 1938, 1947, 1948)